# Brunnichia ovata
Brunnichia ovata là một loài thực vật có hoa trong họ Rau răm. Loài này được (Walter) Shinners mô tả khoa học đầu tiên năm 1967.